# Atilicí
Atilicí o Atiliquí (en llatí Atilicinus) va ser un jurista romà que va viure a la meitat del segle i. Es creu que estava unit a la secta de Pròcul al que va escriure una carta, que extractada figura al Digest on es menciona diverses vegades com autoritat, però no es conserven els seus escrits. Va escriure probablement una obra amb el títol de Responsa, però no es coneixen altres títols seus.